# 大观园街道
大观园街道是中国山东省济南市市中区的一个街道。
大观园街道得名于辖区内历史悠久的大观园商场。

## 人口
2010年中国第六次人口普查时，大观园街道共有人口18822人。共有家庭6565户，平均每户2.66人。14岁以下的少年儿童共2120人，占总人口11.26%；15-64岁人口共14437人，占总人口76.70%；65岁及以上的老年人共2265人，占总人口的12.03%。男性共计9167人，占总人口48.70%；女性共计9655，占总人口51.29%。本地居住的人口中，拥有本地户籍的人口为13378人，占71.07%。